# Смрт на Нилу
Смрт на Нилу (енгл. Death on the Nile) је детективски роман британске списатељице Агате Кристи који је први пут објавила издавачка кућа Collins Crime Club 1. новембра 1937. у Уједињеном Краљевству, а следеће године издавачка кућа Dodd, Mead and Company у Сједињеним Државама. Британско издање се продавало по цени од седам шилинга и шест пенија, а америчко издање по цени од 2 долара. Овом роману је претходила истоимена приповетка коју је написала Кристијева, али са Паркером Пајном као детективом. Појединости заплета приповетке су битно различите, мада су поставка и неки ликови слични.
У књизи се појављује белгијски детектив Херкул Поаро. Радња се одвија у Египту, углавном на реци Нил.

## Радња
Док је био на одмору у Асуану како би се укрцао на пароброд Карнак, који је кренуо на пут дуж реке Нил од Шелала до Вади Халфе, Херкулу Поароу прилази богата млада девојка Линет Дојл (девојачко Риџвеј). Она жели да га ангажује да одврати њену бившу пријатељицу Жаклин де Белфор да је не прогања и узнемирава. Линет се недавно удала за бившег Жаклининог вереника Сајмона Дојла, због чега је Жаклин остала огорчена. Поаро је одбија, али неуспешно покушава да одврати Жаклин да настави са својим плановима. Сајмон и Линет тајно следе Поароа како би побегли од Жаклин, али откривају да је она сазнала за њихове планове и укрцала се пре њих. Други путници са Карнака су Линетина слушкиња Луиза Бурже; Линетин повереник Ендру Пенингтон; списатељица Салом Отерборн и њена ћерка Розали; Тим Алертон и његова мајка; Американка из високог друштва Мари ван Шајлер, њена рођака Корнелија Робсон и њена неговатељица госпођица Бауерс; отворени комуниста господин Фергусон; италијански археолог Гвидо Рикети; адвокат Џим Фанторп; и доктор Беснер из Аустрије.
Приликом посете Абу Симбелу када је Карнак пристао, Линет за длаку избегава да је смрви велика стена која је пала са литице. Жаклиин се сумњичи да је одгурнула камену стену са литице, али је откривено да је била на броду у то време. У Вади Халфи, Поароов пријатељ пуковник Рејс укрцава се на пароброд за повратно путовање и говори му да тражи убицу међу путницима. Следеће ноћи у салону пароброда, Жаклин изражава своју огорченост према Сајмону и пуца му у ногу пиштољем, али се одмах сломи због гриже савести и баца пиштољ. Фанторп и Корнелија, који су били присутни, одвели су је у кабину. Сајмона су убрзо потом одвели у кабину доктора Беснера на лечење због повреде. Фанторп тражи Жаклинин пиштољ, али чини се да је нестао. Следећег јутра, Линет је пронађена мртва, упуцана у главу, док је њена скупа бисерна огрлица нестала. Жаклинин пиштољ пронађен је у Нилу умотан у баршунасти шал госпођице Ван Шајлер за који она каже да је украден претходног дана. Из пиштоља су испаљена два хица.
Приликом саслушања Луизе у кабини у којој се Сајмон одмара, Поаро примећује необичност у речима које је изговорила. Госпођица Бауерс враћа Линетину бисерну огрлицу коју је украла госпођица Ван Шајлер, за коју се открива да је клептоманка. Међутим, Поаро схвата да је то само имитација Линетине праве огрлице. Он проналази две бочице лака за нокте у жртвиној соби, од којих га једна интригира. Луиза је касније пронађена убијена ножем у њеној кабини. Госпођа Отерборн се касније састаје са Поароом и Рејсом у Сајмоновој кабини тврдећи да је видела ко је убио слушкињу, на шта Сајмон гласно изражава своје изненађење. Пре него што је открила о коме се ради, на њу пуца неко изван кабине. Поаро се ускоро суочава са Пенингтоном због покушаја убиства Линет приликом пада стене са литице − Пенингтон је неуспешно шпекулисао са њеним наследством и дошао у Египат сазнавши за њен брак са Сајмоном како би је преварио да потпише документа која би га ослободила. Међутим, он тврди да није никога убио упркос томе што је његов револвер коришћен у убиству госпође Отерборн. Поаро проналази Линетине праве бисере код Тима, који је праву огрлицу заменио копијом огрлице. Рејс схвата да је Рикети човек кога тражи.
Поаро открива Рејсу, Беснеру и Корнелији да је Сајмон убио Линет. Убиство је испланирала Жаклин, а њих двоје су и даље љубавници. Сајмон се оженио Линет као део њихове шеме да добије Линетин новац. У ноћи убиства, Жаклин је намерно промашила Сајмона који је црвеном мастилом лажирао повреду ноге. Док је Жаклин омела Фанторпа и Корнелију, Сајмон је узео њен пиштољ, који је она намерно бацила, отишао у Линетину кабину и упуцао је. Ставио је бочицу лака за нокте у којој је било црвено мастило на Линетин умиваоник, а затим се вратио у салон и упуцао се у ногу. Сајмон је украденим шалом покушао да утиша пуцањ, ставио резервни метак како би изгледало као да су испаљена само два хица и бацио пиштољ у реку. Луизу и госпођу Отерборн убила је Жаклин, коју је Сајмон упозорио када је план кренуо низбрдо − Луиза је видела како је Сајмон те ноћи ушао у Линетину кабину и наговестила му је то када ју је Поаро саслушавао око покушаја уцене. Госпођа Отерборн је видела Жаклин како улази у Луизину кабину пре него што је убијена. Поаро се суочава са Сајмоном, који признаје злочин. Он је ухапшен, као и Жаклин и Рикети. Док се пароброд враћао у Шелал и путници се искрцавали, Жаклин је убила Сајмона и себе другим пиштољем који је имала како би избегли вешала. Када су га притисли, Поаро открива да је знао да она има други пиштољ, али је саосећајно одлучио да јој дозволи да себи одузме живот.

## Ликови
- Херкул Поаро, белгијски детектив.
- Пуковник Џони Рејс, бивши војни пуковник, а сада вођа против-обавештајног одреда МИ5.
- Линет Риџвеј, богата млада наследница.
- Сајмон Дојл, Линетин супруг.
- Жаклин де Белфор, Сајмонова бивша вереница.
- Др Беснер, лекар из Аустрије.
- Мари ван Шајлер, жена из америчког високог друштва, потајно клептоманка.
- Корнелија Робсон, Марина рођака.
- Госпођица Бауерс, Марина неговатељица.
- Џим Фанторп, адвокат.
- Гвидо Рикети, археолог из Италије.
- Ендру Пенингтон, Линетин повереник.
- Тим Алертон, син госпође Алертон.
- Госпођа Алертон, Тимова мајка.
- Салом Отерборн, списатељица.
- Розали Отерборн, Саломина ћерка.
- Фергусон, отворени комуниста.
- Луиза Бурже, Линетина слушкиња.

## Пријем
Критике у време изласка романа биле су углавном позитивне. Рецензија часописа The Times Literary Supplement закључена је речима: „Херкул Поаро, као и увек, открива истину толико непредвидиву да би било неправедно да рецензент наговести било шта у вези с њом.”
Новине The Scotsman су рецензију 11. новембра 1937. завршиле речима да је „ауторка и овог пута саставила веома вешту радњу, обавила је бројним дистрактивним околностима и представила публици која би то, с разлогом, требало да уме да цени.”
Е. Р. Паншон из новина The Guardian своју рецензију 10. децембра 1937. почео је речима: „Да би се утврдило да ли неки писац фикције поседује прави дар романсијера, често је добро применити један тест: да ли споредни ликови у књизи — они о којима аутор вероватно није дуго размишљао — ипак у наративу живе као аутентичне личности. Госпођа Кристи тај тест увек успешно пролази, а никад више него у свом новом роману.”
У каснијој рецензији, Роберт Барнард је написао да је овај роман „један од њених десет најбољих, упркос превише сложеном решењу. Познати брачни троугао, смештен на пароброду који плови Нилом”. Слабост је то што постоји „релативно мало локалног колорита, али неколико добрих гротескних ликова међу путницима – што је филм итекако искористио”. Он примећује и промену у Кристиним романима са заплетом објављеним 1937. године, јер се „шпијуни и агитатори почињу увлачити у чисти Кристин детективски жанр у овом периоду, како почиње клизање ка рату”.

## Помињање других дела
- У 12. поглављу, госпођица Ван Шајлер помиње Поароу заједничког позананика, Руфуса ван Алдина, који се помиње у делу Мистерија Плавог воза.
- У 21. поглављу романа, Поаро помиње да је нашао скерлетни кимоно у свом пртљагу. Ово се односи на заплет у роману Убиство у Оријент експресу.
- Када Поаро среће Рејса, Кристијева је написала да га је Поаро упознао у Лондону претходне године када су били гости на веома необичној вечери која се завршила смрћу њиховог необичног домаћина, што се односи на роман Карте на столу.
- Пре но што је открио лик убице, Поаро се позвао на своја искуства у развоју метода детекције слична онима у роману Убиство у Месопотамији. Он размишља: „Једном сам ишао на професионалну археолошку експедицију, и тамо сам нешто научио. Током ископавања, кад се нешто појави у тлу, све око тог предмета се пажљиво рашчисти. Уклоните расуту земљу и ту и тамо загребете ножем све док се не појави предмет, спреман да се извуче и фотографише без околних ситница које би одвраћале пажњу. То сам покушавао да урадим, да рашчистим све околне ситнице како бих видео истину...”

## Адаптације

### Позориште
Агата Кристи је адаптирала роман за позоришну представу која је премијерно изведена у театру Dundee Repertory 17. јануара 1944. под насловом Скривени хоризонт. Ова представа је приказивана у Вест Енду од 19. марта 1946. под насловом Убиство на Нилу, као и на Бродвеју од 19. септембра 1946. под истим називом.
Телевизијска верзија романа изведена уживо под насловом Убиство на Нилу изведена је 12. јула 1950. у САД у једночасовној представи у оквиру антологијске серије Kraft Television Theatre. Главне улоге су играли Гај Спол и Патриша Вил.

### Филмови
Роман је екранизован у играни филм 1978. године, са Питером Јустиновим у главној улози, у првом од његових шест појављивања у улози Херкула Поароа. Споредне улоге у филму тумачили су Бети Дејвис (госпођица Ван Шајлер), Мија Фароу (Жаклин де Белфор), Меги Смит (госпођица Бауерс), Лоис Чајлс (Линет Дојл), Сајмон Макоркиндејл (Сајмон Дојл), Џон Финч (господин Фергусон), Оливија Хаси (Розали Отерборн), Анџела Ленсбери (госпођа Отерборн), Џејн Биркин (Луиза), Џорџ Кенеди (господин Пенингтон), Џек Ворден (доктор Беснер), И. С. Џохар (господин Чудури) и Дејвид Нивен (пуковник Рејс). Сценарио се мало разликује од књиге због брисања неколико ликова међу којима су Корнелија Робсон, господин Рикети, Џоана Саутвуд, Алертонови и Џим Фанторп. Тима Алертона је у улози Розалине симпатије заменио Фергусон.
Још једна филмска адаптација, такође под насловом Смрт на Нилу, у режији и са Кенетом Браном у главној улози, објављена је 11. фебруара 2022. године. Ради се о наставку филма Убиство у Оријент експресу из 2017. године. Неки ликови и детаљи су изостављени или измењени у односу на роман, али елементи централног убиства остају непромењени. Лик Тима Алертона је замењен Буком, који са собом води и мајку Јуфемију. Салом Отерборн је сада џез певачица и више није алкохоличарка, док је Розали њена усвојена нећакиња. Уместо Салом, као трећа жртва убијен је Бук. Линетин адвокат Ендру је у овој верзији уједно и њен рођак, а госпођа Ван Шајлер и госпођица Бауерс су представљене као лезбејски пар. Госпођа Ван Шајлер је такође и Линетина кума. Сви осумњичени су пријатељи младеначког пара који су позвани на прославу меденог месеца. У филму је додата и измишљена романса из Првог светског рата за Поароа, а наговештава се и могућа романтична веза између њега и Отерборнове. Поред Кенета Бране, улоге у филму тумаче Гал Гадот, Ема Маки, Арми Хамер, Анет Бенинг и други.

### Радио
Роман је 1997. адаптиран као петоделни радио-серијал за BBC Radio 4. Џон Мофат је поново тумачио улогу Поароа. Серија се емитовала четвртком од 2. до 30. јануара од 22:00 до 22:30. Свих пет епизода снимљено је у петак 12. јула 1996. у студију Broadcasting House. Роман је прилагодио Мајкл Бејквел, а режирао Енид Вилијамс.

### Телевизија
За девету сезону серије Поаро урађена је екранизација романа Смрт на Нилу. У насловној улози био је Дејвид Суше, док су се у споредним улогама нашли Емили Блант као Линет, Џ. Џ. Филд као Сајмон Дојл, Ема Грифитс Малин као Жаклин, Џејмс Фокс као пуковник Рејс, Франсис де ла Тур као госпођа Отерборн, Зои Телфорд као Розалин Отерборн и Дејвид Соул као Ендру Пенингтон. Епизода је снимљена у Египту, а многе сцене снимљене су на пароброду Судан.
Ова екранизација остала је у великој мери верна роману, са неким мањим изменама:
- Ликови госпођице госпођица Бауерс, Џима Фанторпа и Гвида Рикетија су изостављени.
- Због изостављања Рикетија, Рејсов разлог за укрцавање на брод је промењен. У овој екранизацији, он се састаје са Поароом након што је био на дипломатском задатку и одлучује да се врати с њим уместо да путује владиним пловилом.
- Поаро не упознаје Жаклин и Сајмона у Лондону већ у Каиру током одмора у Египту, када је она први пут мучила њега и Линет.
- Тим и Розали се на крају екранизације не заљубљују срећно једно у друго. Уместо тога, он нежно одбија њен предлог у облику двосмислене импликације да је хомосексуалац, што је у екранизацији била упитна чињеница.
- Луизино тело је пронађено у орману током претреса брода, а не испод кревета.
- Екранизација мења различите елементе призора у вези са првим покушајем убиства Линет које је извео Пенингтон. У ревидираном призору, овај догађај се десио у старом храму када је велики камен пао и замало погодио Линет и Сајмона. Поаро испитује Пенингтона са овим, знајући да се у то време није налазио у храму већ на крову, а он открива да га је срушио случајно, а не у очају или са намером да убије. Жаклин није била на броду када се то догодило нити на крову храма, већ у близини Линет и Сајмона, ругајући им се знањем о египатској богињи са лицем краве.

Помињу се и догађаји из стварног живота чиме делује да је време радње ове епизоде крајем 1932. године, мада је брод Нормандија ступио у службу тек 1935. године, али овде постоји одређена забуна: Фергусон помиње "лудака који ће ускоро преузети власт у Немачкој", указујући да је време радње пре 1933. године, али каснији снимак Пенингтонове етикете за пртљаг приказује датум његовог пловидбе Нормандијом као „јануар 1936”.

### Видео-игра
Смрт на Нилу је 2007. године претворена у PC видео-игру скривених објеката под насловом Agatha Christie: Death on the Nile, коју је развио Flood Light Games, а објављена је као заједнички пројекат компанија Oberon Games и Big Fish Games. Играч преузима улогу Херкула Поароа као док претреса различите кабине на Карнаку због трагова, а затим осумњичене саслушава на основу информација које сакупи.

### Графички роман
Издавачка кућа HarperCollins је адаптирала Смрт на Нилу као графички роман 16. јула 2007. године, који су урадили Франсоа Ривије и Жан-Франсоа Минијак ( 0-00-725058-4). Ово је превод издања које је издавачка кућа Emmanuel Proust éditions први пут објавила у Француској 2003. под насловом Mort sur le Nil.

### Књижевност
У краткој причи Кони Вилис, Смрт на Нилу, група америчких туриста је на путу на одмор у Египту. Главна јунакиња чита књигу Агате Кристи и у разговору с осталима даје различите опаске о њеној радњи и филму снимљеном на основу ње. Низ све чуднијих и необјашњивих догађаја даје јој до знања да су она и остали умрли и ушли у загробни живот старог Египта. Њен примерак књиге претворен је у староегипатску књигу мртвих и она се суочава са осудом Анубиса. Међутим, ово није баш исти загробни живот у који су веровали стари Египћани. У ревидираној верзији, Херкул Поаро је моћни полубог, а његово призивање може пружити некој души у борби одређену заштиту.